# Henry Eder
Henry James Eder Caicedo (Cali, 7 de agosto de 1935) es un empresario y político colombiano, de ascendencia británica y letona, presidente de la junta directiva del Ingenio Manuelita desde 1998. 
Fue alcalde de Cali entre 1986 y 1988, designado por el presidente Virgilio Barco. Su padre Harold Eder fue Ministro de Fomento en 1965, y una de los primeras víctimas de secuestros extorsivos de las FARC. Previo a su designación como alcalde, fue director ejecutivo de la Corporación autónoma regional del Valle del Cauca entre 1967 y 1977. Entre 1978 y 1980 fue concejal de la ciudad de Cali. Es físico del Williams College e ingeniero electrónico del Instituto de Tecnología de Massachusetts.